# Hong Deok-young
Hong Deok-young (Hamheung, 5 de maio de 1921 - Seul, 13 de setembro de 2005) foi um futebolista e treinador sul-coreano que atuava como goleiro.

## Carreira
Hong Deok-young fez parte do elenco da Seleção Sul-Coreana de Futebol, na Copa do Mundo de 1954.

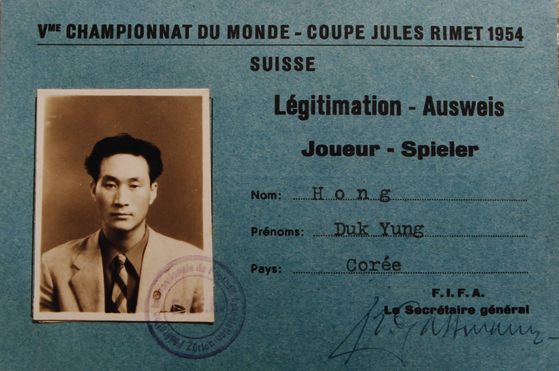
Credencial de Hong Duk Yung 홍덕영 na copa do mundo de 1954